# Jezero (cratera)

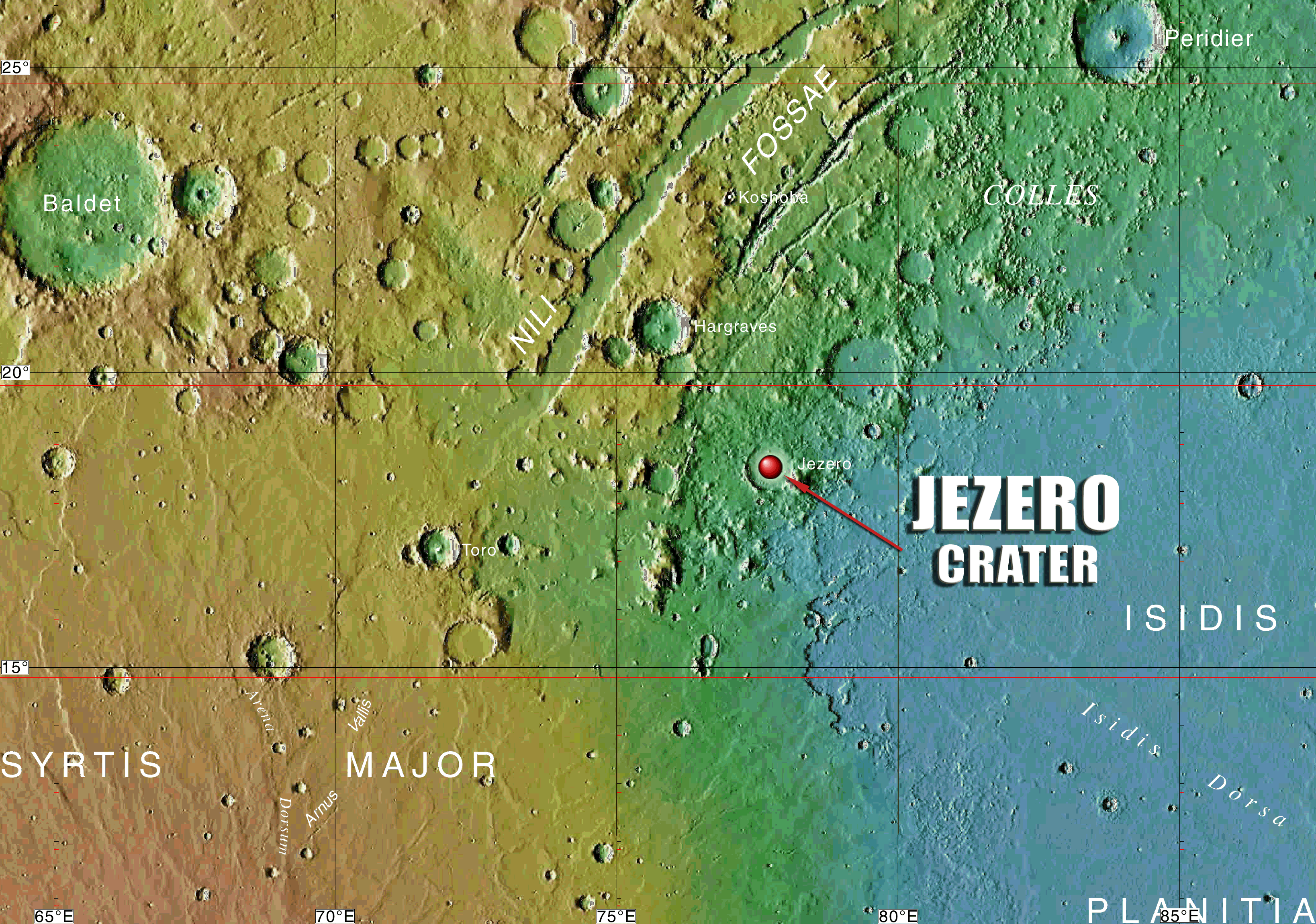
Cratera Jezero na borda da bacia Isidis

Jezero é uma cratera em Marte no quadrângulo de Syrtis Major, com cerca de 45,0 km (28,0 mi) de diâmetro. Acredita-se que tenha sido inundada por água, a cratera contém um depósito em leque (ou delta) aluvial rico em argilas. O lago na cratera estava presente quando as redes de vales estavam se formando em Marte. Além de ter um leque aluvial, a cratera mostra depósitos aluviais em meandros e também canais invertidos. A partir de um estudo do delta e dos canais, concluiu-se que o lago dentro da cratera provavelmente se formou durante um período em que havia escoamento superficial contínuo.
Em 2007, após a descoberta de seu antigo lago, a cratera foi nomeada em homenagem a Jezero, Bósnia e Herzegovina, uma das várias cidades homônimas do país. Em algumas línguas eslavas, a palavra jezero significa 'lago'.
Em novembro de 2018, foi anunciado que Jezero havia sido escolhido como o local de pouso do rover Perseverance como parte da missão Mars 2020 da NASA. Em novembro de 2020, evidências de quedas de rochas foram encontradas nas encostas dos depósitos do delta que o rover planejava explorar, na parede de Jezero e também na parede de Dacono, uma pequena cratera com 2 km (1.2 mi) de diâmetro no solo de Jezero. Perseverance pousou com sucesso na cratera em 18 de fevereiro de 2021. Em 5 de março de 2021, a NASA nomeou o local de pouso do rover como Octavia E. Butler Landing.

## Mars Science Laboratory
Jezero foi um dos primeiros sítios considerados para exploração pela Mars Science Laboratory.  Minerais argilosos foram detectados dentro e ao redor da cratera. A Mars Reconnaissance Orbiter identificou argilas de esmectita. Minerais argilosos se formam na presença de água, então essa área provavelmente abrigou água e talvez vida em algum ponto no passado. A superfície se divide em placas e apresenta rachaduras em padrões poligonais. Essas formas muitas vezes surgem com a secagem da argila.
O propósito da Mars Science Laboratory é procurar por antigos sinais de vida. Espera-se que uma missão posterior possa então retornar com amostras dos sítios identificados como prováveis locais contendo vestígios de vida. Para que a sonda possa vir ao solo com segurança é necessário um disco achatado na superfície medindo 19,3 km. Geólogos esperam examinar lugares onde a água formara lagoas. A intenção deles é examinar camadas de sedimentos.